# Liste der Kreisstraßen im Landkreis Cham
Die Liste der Kreisstraßen im Landkreis Cham ist eine Auflistung der Kreisstraßen im bayerischen Landkreis Cham mit deren Verlauf. 

## Abkürzungen
- CHA: Kreisstraße im Landkreis Cham
- R: Kreisstraße im Landkreis Regensburg
- REG: Kreisstraße im Landkreis Regen
- SAD: Kreisstraße im Landkreis Schwandorf
- SR: Kreisstraße im Landkreis Straubing-Bogen
- St: Staatsstraße in Bayern

## Liste
Nicht vorhandene bzw. nicht nachgewiesene Kreisstraßen werden in Kursivdruck gekennzeichnet, ebenso Straßen und Straßenabschnitte, die unabhängig vom Grund (Herabstufung zu einer Gemeindestraße oder Höherstufung) keine Kreisstraßen mehr sind.
Der Straßenverlauf wird in der Regel von Nord nach Süd und von West nach Ost angegeben.
| Nr. CHA | Verlauf |
| ------- | --- |
| CHA 1   | (jetzt Gemeindestraße) in Altenmarkt – Ried am Pfahl – Penting – St 2146 in Radling – Loifling – Wilting – Trefling – Hanzing (– Abzweig zur St 2146 in Janahof über CHA 2 – Vilzing – Tasching) – Eichberg – Dietersdorf – CHA 3                                                                                      |
| CHA 2   | CHA 17 in Gutmaning – CHA 1 – Vilzing – Schachendorf – Zandt – CHA 50 – St 2140 in Oberndorf |
| CHA 3   | – Sattelpeilnstein – Sitzenberg – Birnbrunn – CHA 1 – Weihermühle – St 2140 – CHA 53 – Altrandsberg – St 2140 |
| CHA 4   | St 2154 in Furth im Wald – Daberg – Gaishof – Schachten – St 2140 |
| CHA 5   | St 2154 in Ränkam – CHA 55 – Arnschwang – Nößwartling – CHA 13 – Zenching – Zettisch – Thenried – CHA 49 – St 2140 in Rimbach |
| CHA 6   | St 2161 – Grasmannsdorf – CHA 55 in Arnschwang |
| CHA 7   | CHA 8 in Roding – St 2147 – Seelenhäusl – Unterlintach – Woppmannsdorf – St 2146 in Michelsneukirchen |
| CHA 8   | St 2147 in Roding – CHA 7 – Obertrübenbach – Schorndorf – St 2146 – CHA 11 |
| CHA 9   | St 2154 in Gleißenberg – Ried – Döbersing – Dalking – Weiding – CHA 18 – CHA 55 – Neumühlen – CHA 13 in Walting |
| CHA 10  | St 2146 in Balbersdorf – Habersdorf – Friedendorf – Pinzing – CHA 18 – Schlammering – CHA 55 – Kothmaißling (– Abzweig zur CHA 10 in Runding über Perwolfing – Niederrunding) – – Raindorf – CHA 13 – Vierau – Garten – Runding (– Abzweig der CHA 10) – Maiberg – St 2132 – Bärndorf – Blaibach – Kreuzbach – St 2140 |
| CHA 11  | in Untertraubenbach – Obertraubenbach – Schorndorf – St 2146 – Knöbling – CHA 8 – Neuhaus – CHA 15 – Sattelbogen – CHA 12 |
| CHA 12  | – CHA 11 – Landkreisgrenze – (SR 45 im Landkreis Straubing-Bogen) |
| CHA 13  | CHA 10 in Raindorf – Rieding – Walting – CHA 9 – CHA 5 |
| CHA 14  | St 2040 in Stamsried – Kollenzendorf – Pitzling – CHA 20 – Haid bei Pitzling – Ponholzmühle – St 2151 in Katzbach |
| CHA 15  | CHA 11 in Neuhaus – Oberaign – Griesmühl – Michelsneukirchen – St 2147 – Witzenzell – Eckerzell – St 2148 – Arrach – Ebersroith – St 2146 in Rettenbach |
| CHA 16  | – Rhanwalting – St 2146 in Waffenbrunn |
| CHA 17  | / – Gutmaning – CHA 2 – Kühberg – Haderstadl – Staning – |
| CHA 18  | CHA 10 in Pinzing – CHA 9 in Weiding |
| CHA 19  | St 2151 – Engelsdorf – Schiltlmühle – Höllmühle – Löwendorf – Grafenkirchen – Schmitzdorf – Darstein – Obernried – St 2146 in Katzbach |
| CHA 20  | – Pemfling – St 2151 – CHA 14 in Pitzling |
| CHA 21  | (R 41 im Landkreis Regensburg) – Landkreisgrenze – St 2146 – See – Eitenzell – Landkreisgrenze – (SR 47 im Landkreis Straubing-Bogen) |
| CHA 22  | St 2145 in Süssenbach – Schillertswiesen – CHA 23 – St 2153 in Gfäll |
| CHA 23  | (SAD 13 im Landkreis Schwandorf) – Landkreisgrenze – Stützenfleck – Fronau – CHA 30 – Seigen – Neubäu – Haus – Losenried – Stockhof – Walderbach – St 2149 – Katzenrohrbach – Hardt – Beucherling – Willetstetten – Kiesried – St 2650 – Zell – Haag – Martinsneukirchen – CHA 22 in Schillertswiesen                  |
| CHA 24  | CHA 23 in Willetstetten – Waffenhof – St 2650 |
| CHA 25  | St 2149 in Reichenbach – CHA 27 – Wald – CHA 26 – St 2145 in Roßbach |
| CHA 26  | CHA 25 in Wald – St 2650 |
| CHA 27  | (SAD 11 im Landkreis Schwandorf) – Landkreisgrenze – CHA 25 in Reichenbach |
| CHA 28  | (SAD 14 im Landkreis Schwandorf) – Landkreisgrenze – ohne Ort, ohne Abzweig einer klassifizierten Straße – Landkreisgrenze – (SAD 14 im Landkreis Schwandorf) – Landkreisgrenze – Dieberg – St 2149 |
| CHA 29  | CHA 30 in Strahlfeld – Oberkreith – Gstetten – Oberdorf – /St 2147 in Mitterdorf |
| CHA 30  | CHA 23 in Fronau – CHA 31 – Strahlfeld – CHA 29 – St 2040 in Pösing |
| CHA 31  | in Neubäu – CHA 30 – Raubersried – Friedersried – St 2040 – Fergersmühl – Stamsried – Diebersried – Löwenbrunn – St 2151 |
| CHA 32  | St 2154 in Lohberghütte – Zackermühle – Sommerau |
| CHA 33  | (SAD 49 im Landkreis Schwandorf) – Landkreisgrenze – Hillstett – St 2150 in Rötz |
| CHA 34  | (SAD 48 im Landkreis Schwandorf) – Landkreisgrenze – Pillmersried – CHA 35 – Heinrichskirchen – Fahnersdorf – CHA 36 – Katzelsried – Hiltersried – St 2400 – CHA 54 – Kritzenast – St 2400 – Albernhof – Rannersdorf – Zillendorf – St 2146                                                                            |
| CHA 35  | (SAD 51 im Landkreis Schwandorf) – Landkreisgrenze – Heinrichskirchen – CHA 34 – Voitsried – Grassersdorf – Hetzmannsdorf – in Rötz |
| CHA 36  | CHA 34 in Fahnersdorf – Güttenberg – Diepoltsried – in Hetzmannsdorf |
| CHA 37  | St 2154 in Hammertiefenbach – Kleinsteinlohe – Steinlohe – Kritzenthal – Eglsee – St 2154 – Spielberg – Hirschhöf – Ast – St 2400 |
| CHA 38  | St 2154 in Treffelstein – Zweifelhof – CHA 54 – Biberbach – Stratsried – CHA 34 in Hirschhöf |
| CHA 39  | – Rhan – Döfering – Almosmühle – Sinzendorf – St 2146 – Geigant – Machtesberg – St 2154 in Lengau |
| CHA 40  | St 2154 in Waldmünchen – Ulrichsgrün – Unterhütte – Pucher – Althütte – Voithenberg – in Furth im Wald |
| CHA 41  | St 2140 in Neuaign – Seugenhof – CHA 34 in Stachesried |
| CHA 42  | St 2154 in Stachesried – CHA 41 – CHA 43 in Warzenried |
| CHA 43  | CHA 42 in Warzenried – Hinterbuchberg – St 2154 in Neukirchen beim Heiligen Blut |
| CHA 44  | St 2154 in Neukirchen beim Heiligen Blut – Atzlern – Grauhof – Hanger – Rittsteig – CHA 45 – Staatsgrenze – (191 in Tschechien) |
| CHA 45  | CHA 44 in Rittsteig – Neurittsteig – St 2154 |
| CHA 46  | St 2154 – Kager – Höllhöhe – St 2138 in Hohenwarth |
| CHA 47  | Lam Bahnhof – St 2154 in Lam |
| CHA 48  | St 2132/St 2140 in Bad Kötzting – Ludwigsberg – Ried am See – Hafenberg – Landkreisgrenze – (REG 17 im Landkreis Regen) |
| CHA 49  | St 2140 – CHA 5 – Ramsried – Bachmaierholz – Hausermühle – St 2132 in Bad Kötzting |
| CHA 50  | CHA 2 in Zandt – Harrling – Wolfersdorf – St 2140 |
| CHA 51  | Bahnhof Miltach – St 2140 in Miltach |
| CHA 52  | (SAD 52 im Landkreis Schwandorf) – Landkreisgrenze – St 2154 in Schönau |
| CHA 53  | CHA 3 – Landkreisgrenze – (SR 37 im Landkreis Straubing-Bogen) |
| CHA 54  | St 2154 – Biberbach – CHA 34 |
| CHA 55  | in Cham – Windischbergerdorf – CHA 10 – Kothmaißling – Weiding – CHA 9 – CHA 5 – Arnschwang – |
| CHA 56  | St 2154 – Untergrafenried – Höll – St 2146 |